# Jakob Dont
Jakob Dont (né le 2 mars 1815 à Vienne en Autriche, mort le 17 novembre 1888 à Vienne) fut un violoniste, pédagogue et compositeur.

## Biographie
Jakob Dont était le fils du violoncelliste Valentin Dont, originaire de Bohème. Elève de Joseph Böhm (1795–1876) et de Josef Hellmesberger I (1800–1873) au conservatoire de la Société philharmonique de Vienne, il intègre à seize ans l'Orchestre du Théâtre de la Hofburg puis entre en 1834 au service de la Chapelle Impériale. Fort de son succès en tant que soliste sur les différentes scènes de la capitale, il devient en 1853 professeur à l'Institut pédagogique de Vienne (Pädagogischen Institut Wien). En 1871, il obtient une chaire d'enseignement au Conservatoire de Vienne, poste qu'il quittera par la suite car il y était interdit d'enseigner ses propres œuvres. Parmi ses élèves, on compte Leopold Auer.

## Catalogue
Parmi ses nombreuses compositions pédagogiques, les 24 études et caprices Gradus ad parnassum opus 35 ainsi que les 24 exercices préparatoires aux études de Rodolphe Kreutzer und Pierre Rode opus 37 restent encore actuellement des pièces maîtresses de la pédagogie du violon.
Pièces concertante
- 3 Caprices de concert pour violon et orchestre, Op. 40 (1858)
- Morceau de concert en ré mineur pour violon et orchestre, Op. 41 (1855)

Musique de chambre
- Introduction et variations brillantes en mi majeur pour violon et piano, Op. 21 (1844)
- Pot-pourri sur des thèmes de l'opéra "Alessandro Stradella" by Friedrich von Flotow pour violon et piano (1846)
- Pot-pourri sur des thèmes de l'opéra "Das Nachtlager in Granada" by Conradin Kreutzer pour violon et piano (1846–1847)
- Pot-pourri sur des thèmes de l'opéra "La Part du diable" by Daniel Auber pour violon et piano (1847)
- Pot-pourri sur des thèmes de l'opéra "Ernani" by Giuseppe Verdi pour violon et piano (1847)
- Potpourri on Themes from the Opera "Die Zigeunerin" by Michael William Balfe pour violon et piano (1848)
- Introduction et variations en la majeur pour violon et piano, Op. 36 (1848)
- Introduction et rondeau brillant pour violon et piano, Op. 34 (1849)
- Pot-pourri sur des thèmes de l'opéra "Der Förster" (L'âme en peine) by Friedrich von Flotow pour violon et piano (1852)
- Pot-pourri sur des thèmes de l'opéra "Rigoletto" by Giuseppe Verdi pour violon et piano (1855)
- Pot-pourri sur des thèmes de l'opéra "Macbeth" by Giuseppe Verdi pour violon et piano (1856)
- Quatuor en mi mineur pour 4 violons, Op. 42 (1859)
- Duo en do majeur pour 2 violons, Op. 43 (1869)
- Quatuor en fa majeur pour 4 violons, Op. 45 (1864)
- Duo en la mineur pour 2 violons, Op. 48 (1870)

Musique pour piano
- 3 Mazurkas, Op. 24
- Polonaise, Op. 31 (1850)
- Jubel-Marsch zur Feier der glorreichen Schlacht bei Novara, Op. 32 (1850)

Œuvres pédagogiques pour violon
- Exercices faciles dans toutes les tonalités (Leichte Übungen in allen Dur- und Molltonarten), avec accompagnement d'un second violon Op. 17 (1854)
- 5 Caprices, Op. 18 (1840)
- 3 Caprices, Op. 20 (1842)
- Gradus ad Parnassum: Duos faciles pour l'étude des débutants (Leichte Duettinen zur Gebrauch als Übungsstücke für Anfänger) pour 2 violons, Op. 26 (1851)
- 4 Etudes, Op. 30 (1847)
- 6 Etudes, Op. 33 (1849)
- 6 Etudes et Caprices, Op. 35 (1849)
- Gradus ad Parnassum: 24 Etudes et Caprices (Etüden und Capricen), Opp. 18, 20, 30, 33, 35 (1849)
- Gradus ad Parnassum : 24 exercices préparatoires aux études de Kreutzer et Rode (24 Vorübungen zu R. Kreutzer's und P. Rode's Etüden), Op. 37 (1852)
- Gradus ad Parnassum : 20 exercices progressifs (20 fortschreitende Übungen) avec accompagnement d'un second violon, Op. 38 (1854)
- Système de Gammes (Die Tonleitern in allen Dur- und Molltonarten sammt den Intervallen in Form kleiner melodischer, progressiv aufsteigender Übungsstücke), Op. 39 (1854)
- Supplément aux études de Kreutzer (Anhang zu R. Kreutzer's Etüden oder Capricen) (1857, 1860)

Livre I : Erläuterung und Euleichterung der Nr. 1, 14–22
Livre II : Zweite Violine als Begleitungsstimme der Etuden oder Capricen, No. 1–20
- Theoretische und praktische Beiträge zur Ergänzung der Violinschulen, und zur Erleichterung des Unterrichts, Op. 49 (1873) ; 8 volumes
- 12 exercices de l'Ecole du violon (12 Übungen aus der Violinschule) de L. Spohr, avec notes explicatives complètes, doigtés et coups d'archets
- Gradus ad Parnassum: collection de pièces pédagogiques pour ensemble (Sammlung mehrstimmiger Musikstücke zur Übung im Ensemblespiel) pour violons (ou avec alto, ou alto et violoncelle), Op. 52 (1877) ; 6 volumes
- Gradus ad Parnassum: 6 Études (6 Studien: In Anschluss an Op. 35 Etudes et Caprices), Op. 54 (1887) ; supplément à l'Op. 35
- Gradus ad Parnassum: 6 Caprices (6 Capricen), Op. 55 (posthume, 1891) ; supplément à l'Op. 35
- Gammes et Cadences (Die Skalen und Kadenzen mit systematischem Fingersatz und Lagenwechsel), Op. 60 (1882)
- Gradus ad Parnassum: Caprices et Cadences (Capricen und Cadenzen), Op. 61 (1882)
- Exercices pour l'archet, dans les 3 premières positions (Bogenstrichart-Übungen mit Wechsel der ersten drei Lagen) pour 2 violons, Op. 62

Cadences
- 3 Cadences pour le concerto de Ludwig van Beethoven, Op. 61 (1888)

Lieder et pièces vocales
- Der blinde Geiger, romances pour voix et piano, Op. 28 (1841)
- Wand'rers Liebesschmerz, Lied d'après Johann Nepomuk Vogl pour violon et piano, Op. 29 (1841)
- 2 Gedichte von J.N. Vogl (2 poèmes de J.N. Vogl) pour 4 voix d'hommes (1842)
  1. Die Abendglocke
  2. Am Grabe der Gelieben
- Herbstmelancholie pour voix et piano (1847)
- Gott im Ungewitter pour voix et piano, Op. 22 (1853)
- Die Bleicherin pour voix et piano, Op. 23 (1851) ; poème de Ludwig August von Frankl
- Auf der Brücke pour voix et piano, Op. 27 (1851) ; poème de Johann Nepomuk Vogl
- 4 Gesänge (4 chansons) pour soprano ou tenor et piano (1873)
  1. An den Abendstern: „O nimm mich auf“
  2. Wiegenlied: „Die Nacht ist gekommen“
  3. Wanderlied: „Wohin ich nur wand're“
  4. Zigeunerlied: „Es feget die Haide“
- Das Grab pour basse et piano (1873)

Pièces pour Chœur
- Im deutschen Geist und Herzen sind wir ein's pour chœur d'hommes (1887)
- Der Herr ist groß, double chœur pour voix d'hommes (1888)

## Hommage
Depuis 1938 une rue (Dontgasse) porte son nom à Vienne, dans le treizième arrondissement Hietzing.